# Vallequemado
Vallequemado es una localidad y pedanía española perteneciente al municipio de Íllora, en la provincia de Granada. Está situada en la parte septentrional de la comarca de Loja.
Se localiza en la zona norte de dicho municipio, más al norte de la Sierra Pelada, pero más al sur que el núcleo de La Alhondiguilla. La mayoría de su población se reparte en diseminado en la zona del Barranco de Vallequemado, al inicio del camino rural denominado Camino de las Provincias, en la zona más próxima a la carretera GR-3410 de la provincia de Granada, que une Montefrío con Puerto Lope.

## Demografía
Según el Instituto Nacional de Estadística de España, en el año 2023 Vallequemado contaba con 38 habitantes censados, lo que representa el 0,38% de la población total del municipio.

### Evolución de la población
| Gráfica de evolución demográfica de Vallequemado entre 2013 y 2023 |
|                                                                    |
| Datos según el nomenclátor publicado por el INE.                   |